# Pascal Praud
Pour les articles homonymes, voir Praud.
Pascal Praud, né le 9 septembre 1964 à Nantes (Loire-Atlantique), est un journaliste sportif, chroniqueur, animateur de radio et de télévision français d'extrême droite. Il est également producteur de télévision.
De 1988 à 2008, il passe vingt années à TF1 en tant que chroniqueur sportif spécialisé dans le football, puis devient directeur général délégué chargé de la communication et du marketing du FC Nantes en 2008-2010. Parallèlement, il mène une carrière à la radio, où il présente plusieurs émissions sportives sur RTL. Puis, à partir de 2018 jusqu'en 2023, sur RTL, il quitte le monde du sport pour animer Les auditeurs ont la parole. En juillet 2023, il officialise son départ de RTL et son transfert vers Europe 1. Il anime sur cette radio à partir de la rentrée 2023 l'émission Pascal Praud et vous en milieu de journée.
À la télévision, depuis 2010, il produit et anime plusieurs émissions sur i-Télé puis CNews traitant du football mais également, à partir de 2016, de l’actualité et de politique, présentant L'Heure des pros, émission qui fait de lui l'une des figures principales de la chaîne.
Dans les années 2010 et 2020, il participe à la banalisation des idées d'extrême droite, notamment d'Éric Zemmour, et à la politique ultra-conservatrice menée par Vincent Bolloré dans ses possessions médiatiques. Il est l'objet de nombreuses controverses après des propos qu'il a tenus ou approuvés sur ses plateaux lors de ses interventions dans les médias, notamment en niant le réchauffement climatique. Il est aussi accusé de misogynie envers plusieurs de ses collaboratrices.

## Biographie

### Famille et études
Pascal Praud est né le 9 septembre 1964 à Nantes. Il est le fils de Roger Praud (1935-2024), directeur régional d'une société de fournitures de bureau.
Il est lui-même père de quatre filles issues d'un premier mariage, et vit depuis 2015 avec une autre femme, Catherine (née en 1967).
Entre 16 et 19 ans, il est élève au Conservatoire d'art dramatique de Nantes, conservant depuis une passion pour la littérature et le théâtre. Il est licencié en droit de l'université de Nantes et fréquente les bancs de l'École supérieure de journalisme de Paris sans en obtenir le diplôme,.

### Carrière

#### 1988-2008: animateur sportif à la radio et à la télévision
En 1988, il commence sa carrière dans l'émission Téléfoot de TF1 aux côtés de Thierry Roland,. Il est également présent sur LCI, la chaine d'information en continu du groupe. Parallèlement, il intervient en tant que chroniqueur d'On refait le match d'Eugène Saccomano sur RTL, puis anime sa propre émission, Tirs au but.

#### 2008-2010: chargé de la communication et du marketing du FC Nantes
En janvier 2008, il quitte le groupe TF1 pour devenir « directeur général délégué en charge de la communication et du marketing » du Football Club de Nantes, sa ville natale. En mars 2010, après avoir essuyé de nombreuses critiques, il quitte cette fonction en commun accord avec son président Waldemar Kita.

#### Depuis 2010: retour à une carrière d’animateur
Pour la Coupe du monde de football de 2010, Pascal Praud, déjà débatteur dans On refait le match alors diffusée sur RTL et i-Télé, rejoint la chaîne d'information en continu i-Télé pour présenter L'œil de Praud tous les matins. À la rentrée 2010, il poursuit sa collaboration avec la chaine en reprenant la présentation de 20 h Foot, allongé à 45 minutes quotidiennes, et en animant 13 h Foot, un nouveau rendez-vous sur le même concept. À la rentrée 2012, 13 h Foot n'est plus décliné qu'en émission dominicale. Parallèlement, il rejoint RTL pour co-animer avec Christian Ollivier, le Multiplex RTL-L'Équipe le samedi soir et le Grand match de Ligue 1 tous les dimanches soir. Il est toujours chroniqueur aux côtés d'Eugène Saccomano dans l'émission On refait le match. À la rentrée 2012, Eugène Saccomano ayant pris sa retraite, il reprend les rênes de l'émission On refait le match.
En septembre 2014, il obtient sur RTL une chronique quotidienne Le Praud de l'Info dans la matinale d'Yves Calvi du lundi au vendredi, et présente les émissions sportives du samedi On refait le match avec Pascal Praud, L'Actualité de la semaine écoulée (actualités de football) et toujours le Multiplex Ligue 1. Sur i-Télé, il remplace Léa Salamé et choisi d'arbitrer Éric Zemmour et Nicolas Domenach dans l'émission Ça se dispute jusqu'à sa déprogrammation en décembre 2014. Il continue à présenter 13 h Foot les week-ends et 20 h Foot la semaine. En décembre 2015, il participe en tant que chroniqueur, à l'émission Touche pas à mon sport !, présenté par Estelle Denis, sur D8.
En 2016, il obtient la présentation de L'Heure des pros toujours sur i-Télé du lundi au vendredi de 9 h à 10 h. Cette émission reprend les codes du genre polémique-spectacle et suscite régulièrement des controverses. En 2018, L'Heure des pros faisait partie des émissions ayant suscité le plus de signalements au Conseil supérieur de l’audiovisuel (CSA). Par ailleurs, Pascal Praud couvre les matchs de l'Euro 2016. En 2017, lorsque i-Télé devient CNews, il conserve la présentation de ses émissions L'Heure des Pros, 20h Foot (du lundi au vendredi) et 13h Foot (le weekend). L'émission affiche de fortes audiences avec 712 000 téléspectateurs de 20h  à   21h (2,8 % 4+). De plus, Pascal Praud et son équipe sont chargés de d'analyser les matchs importants tels que ceux de l'équipe de France de football ou de la Ligue des champions de l'UEFA. Ils interviennent alors à la mi-temps puis à la fin des rencontres. À partir du 8 avril 2017, il ne présente plus 13h Foot (le weekend) qui est désormais animée par Julien Pasquet. À partir du 10 août 2018, Denis Balbir reprend l'émission On refait le match, sur RTL, à la place de Pascal Praud, qui devient l'animateur des Auditeurs ont la parole. D'autre part, Pascal Praud n'anime plus Le Multiplex de football sur RTL, étant remplacé dans cette fonction le 15 septembre 2018 par Didier Roustan, ce dernier devenant une nouvelle voix pour le football à RTL.
En mars 2020, sans se départir des deux émissions quotidiennes L'Heure des pros, il remplace pendant quinze jours Christine Kelly à la tête de l'émission Face à l'info sur CNews, cette dernière étant confinée chez elle à cause de la pandémie de coronavirus. Avec son rendez-vous matinal L'Heure des pros, l’animateur fait fortement progresser les audiences de CNews devenue, parfois, la chaîne la plus regardée en France dans cette case horaire. Il est alors décrit par un journaliste comme « l'animateur vedette de CNews ». En septembre 2023, soulignant les succès d'audience des émissions animées par Pascal Praud, Le Parisien constate qu’« en semaine, Pascal Praud vire carrément au phénomène ». Le matin, avec 375 000 spectateurs (14,5 % de part d'audience (PDA), son Heure des pros se rapproche de La Maison des Maternelles de France 2 et arrive régulièrement en tête, devant TF1 et M6, le soir, il « bat sèchement » l'émission concurrente de Laurent Ruquier. Fin 2023, entre 20h et 21h, il réunit en moyenne 780 000 téléspectateurs avec des pics à plus d’un million de téléspectateurs, soit une augmentation de 21 % en un an. À Europe 1, son arrivée en provenance de RTL permet à la station de gagner 84 000 auditeurs entre 11 heures et 13 heures avec son émission Pascal Praud et vous par rapport à la saison précédente.

#### Mise en garde de l'autorité de régulation (CSA puis Arcom)
En août 2021, le Conseil supérieur de l'audiovisuel (CSA) adresse une mise en garde à CNews, concernant « l’absence de diversité des points de vue exprimés » dans L'Heure des pros, animée par Pascal Praud, concernant une tribune d'anciens militaires controversée et relayée par Valeurs actuelles,,. En février 2022, le chroniqueur Ivan Rioufol indique sur le plateau de L'Heure des pros « que le ghetto de Varsovie « c’était d’abord un lieu hygiéniste », « un lieu qui était fait pour préserver du typhus » », Pascal Praud et les autres participants ne réagissent pas. Roch-Olivier Maistre, président de l'autorité de régulation de la communication audiovisuelle et numérique (Arcom), évoque un « défaut de maîtrise de l’antenne » et l'Arcom rappelle « il y a consensus au sein de la communauté scientifique pour considérer que les raisons sanitaires mises en avant par l’Allemagne nazie pour justifier la création du ghetto de Varsovie, en octobre 1940, étaient un prétexte visant au regroupement des juifs, première étape de leur extermination ».

## Positionnement politique et controverses

### Extrême droite médiatique

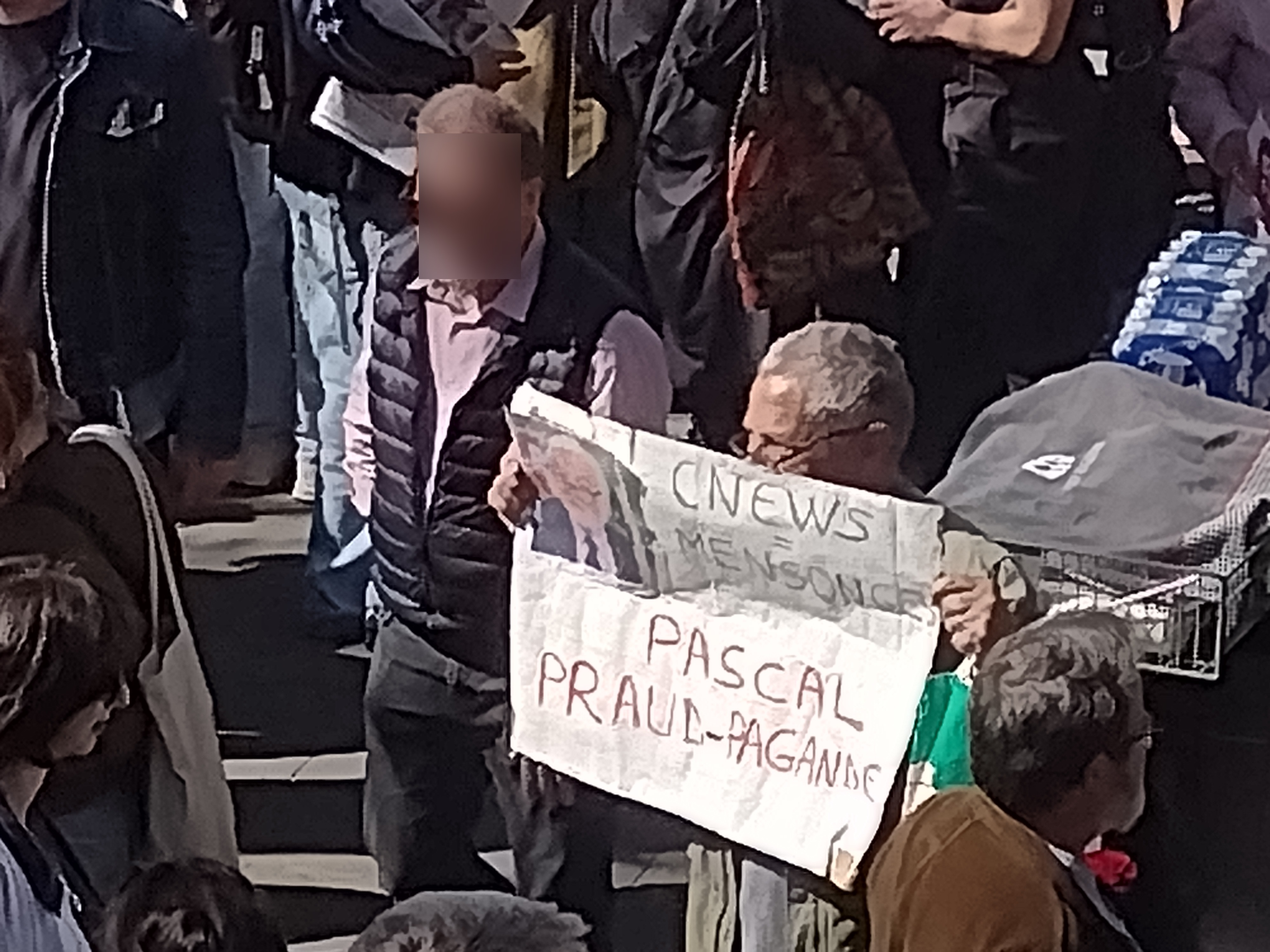
Pancarde à l'effigie de Pascal Praud, dénonçant une « propagande » de la part de CNews, brandie lors d'un rassemblement contre l'extrême droite le 6 avril 2025 à Paris.

Pascal Praud est considéré au début des années 2020 comme une figure de l'extrême droite médiatique,,,,,, aux côtés de personnalités comme Éric Zemmour,. Il participe à la banalisation des thèses d'extrême droite à la télévision française,,,. Alexis Lévrier considère que son programme réside en une promotion des idées d'Éric Zemmour. Marlène Laruelle, enseignante à l'université George Washington de Washington, D.C., considère que son émission est l'une des trois émissions phares de la chaîne CNEWS en matière d'extrême droite. L'analyse de sa position politique est partagée par les sociologues italiennes Sara Bentivegna et Rossella Rega.
Praud déclare par exemple pendant l'élection présidentielle française de 2022 que « les autres candidats n'intéressent personne » ou encore après une déclaration d'Emmanuel Macron, que Zemmour « est meilleur que les autres. […] Sa déclaration est la plus juste, la plus intelligente ». Il nie aussi l'existence de l'extrême droite en France. Il est central dans la politique ultra-conservatrice en matière de médias menée par Vincent Bolloré,,. Il est rangé au sein de la « nébuleuse antisystème et réactionnaire » par Lucie Guimier dans un article publié par le journal universitaire Hérodote.
En 2021, Pascal Praud indique aux magazines Le Point et Valeurs actuelles : « Je suis hyperconservateur sur la culture, l'histoire, l'autorité et la sécurité. Je ne reconnais plus la France dans laquelle j'ai grandi. Parce que la transmission ne s'est pas faite. Je suis aussi très progressiste sur les sujets de société, type mariage pour tous, PMA, GPA. […] Et, sur le plan économique, je suis libéral »,. Dans ce cadre là, la même année, Benoît Hamon refuse de le rencontrer et de débattre avec lui dans son émission. Selon Philippe Ridet, journaliste au Monde, Pascal Praud est « passé maître dans l’art de l’invective » ; « Macho, populiste, de droite, tenancier de café du commerce : tels sont les mots qui s’associent désormais à son nom ». En juin 2018, Les Inrockuptibles qualifient le chroniqueur de « droitier décomplexé ». Selon Middle East Eye, il est populiste et « ouvertement islamophobe ». Selon Yunnes Abzouz et David Perrotin de Mediapart, l'animateur de télévision « jette en pâture dans ses émissions des personnes qu’il accuse de vouloir censurer les voix de droite ». 
En 2022, sur CNews en direct, Pascal Praud reconnaît la proximité de la chaîne avec les idées d'Éric Zemmour. Toutefois, en septembre 2023, Praud révèle, en étant interrogé par Le Monde, qu’il n’a pas voté pour Éric Zemmour lors des élections présidentielles de 2022.
En 2023, après la publication d'un sketch parodique de l'émission de Pascal Praud par l'humoriste français Malik Bentalha, qui est vu 33 millions de fois en un mois, il réagit en déclarant que : « On me fait passer pour un réac alors que je suis plutôt anar. J'aime la liberté par-dessus tout ». En 2024, il nie être situé à l'extrême droite une nouvelle fois, tout en admettant ne pas être « purement factuel ».
Pendant les élections législatives françaises de 2024, Praud soutient une « union des droites » entre Les Républicains (LR) et le Rassemblement national (RN). Pendant cette même campagne, il favorise nettement les candidats d'extrême droite en attaquant régulièrement le Nouveau Front populaire (NFP).

### Rhétorique d'extrême droite
Selon Renaud Maes, sociologue et chercheur belge spécialiste de l'extrême droite, Pascal Praud et Eric Zemmour utilisent les mêmes procédés rhétoriques que les populistes de droite, l'extrême droite et les néofascistes, il écrit dans un article universitaire consacré à la question de la « cancel culture » :

« Pascal Praud, Éric Zemmour, etc, n'hésitent pas à se prétendre eux-mêmes empêchés de parler publiquement. L'évocation d'une prétendue menace sur sa parole publique et médiatique alors même que l'on s'exprime publiquement dans un média sans interruption ni réelle contestation, est un stratagème rhétorique qu'utilisent abondamment les populistes de droite, l'extrême droite et les néofascistes partout dans le monde, qui leur permet de diffuser l'idée complotiste d’une « menace de l'intérieur » visant à « déstabiliser la société. »

La chercheuse française Valérie Robert, maître de conférences à l'université Sorbonne-Nouvelle (Paris III) et directrice dans cette même université du master de journalisme franco-allemand compare les stratégies médiatiques de CNews et Fox News et prend Pascal Praud comme un exemple montrant que les médias français et le débat public français penchent « fortement » vers l'extrême droite. Cette comparaison avec Fox News est aussi faite par le Financial Times, qui note que Pascal Praud choisit : « souvent des sujets prisés par l'extrême droite, tels que les manifestations anti-police, le voile porté par certaines femmes musulmanes et le scepticisme à l'égard du changement climatique ». Le New York Times fait la même analyse, et celle-ci est ensuite reprise et confirmée par le chercheur Robert E. Gutsche. Alan Ouakrat, maître de conférences à l'université Sorbonne-Nouvelle déclare, en lien avec la question des discours de haine dans l'espace public français, que L'Heure des Pros est : « le point de départ et d’ancrage de discours de haine et des pièces argumentatives compilés par les utilisateurs pour asséner leurs arguments et renforcer la certitude du bien-fondé de leurs opinions ». Pour les sémioticiens Jean-Maxence Granier et Éric Bertin, l'émission présentée par Pascal Praud institue le procédé rhétorique du « faux débat » qu'ils décrivent de la manière suivante :

« Ce faux débat repose sur un artifice rhétorique qui transforme un point de vue en évidence, sous couvert d’un « parler vrai » qui en ferait la voix des Français et du bon sens. Dans ce coup de force discursif sont évacuées la primauté des arguments et la reconnaissance des acteurs. »

Jean-Maxence Granier consacre au sujet un article supplémentaire, où il déclare :

« Des idées conservatrices, catholiques, traditionalistes, très ancrées à droite, soutenues par un populisme identitaire et civilisationnel, que portent Éric Zemmour, Pascal Praud ou Sonia Mabrouk. Ces idées s’inscrivent d’abord dans une perspective décliniste, nationaliste, qui fait de l’islam le problème central en France, associé aux questions migratoires et à celles du maintien de l’ordre, et du « wokisme » l’autre grand danger contre lequel il faudrait lutter. »

En 2024, l'émission de Praud est prise comme exemple par Alan Ouakrat et Jedediah Sklower, spécialiste de la gauche dans les médias pour illustrer les « biais politiques d’extrême droite de la chaîne ».

### Controverses

#### Altercation avec Bernard Tapie
En octobre 2001, il porte plainte contre Bernard Tapie pour coups et blessures, à la suite d'une altercation entre les deux hommes dans un magasin de vêtements à Paris. Bernard Tapie lui reprochait d'avoir tenu des propos malveillants sur l'Olympique de Marseille lors de la dernière émission de Téléfoot, et en était venu aux mains.

#### Émission ayant fait scandale en 2017
Le 21 avril 2017, au lendemain de l'attentat du 20 avril 2017 sur l'avenue des Champs-Élysées à Paris, Pascal Praud invite Ivan Rioufol. Pascal Praud lui fait remarquer que « curieusement », les hommes politiques ne parlent pas de « guerre civile » comme son invité le fait, semblant donc[Selon qui ?] prendre fait et cause pour ce dernier. « La sécurité n'a pas été au cœur de la campagne. Et l'identité, à peine », ajoute ensuite Pascal Praud. Ivan Rioufol va ensuite affirmer que 50 % des jeunes musulmans des banlieues se réclament de l’État Islamique, sans qu'aucun participant ne le contredise, Pascal Praud affirmant que « Ce chiffre-là fait peur ». En deuxième partie d'émission, à plusieurs reprises, Pascal Praud demande à ses invités s'il ne faudrait pas enfermer les fichés S ou les personnes ayant fait un voyage en Syrie et affirme qu'il est aujourd'hui légal pour un individu de se rendre en Syrie et de revenir en France : « On a le droit d'aller en Syrie aujourd'hui (…) Quelqu'un qui est allé en Syrie et qui revient et n'a toujours rien fait, vous pouvez quand même vous dire que c'est très dangereux qu'il reste en liberté ». Pascal Praud invite la journaliste Charlotte d'Ornellas à donner son avis sur l'attentat de la veille. Le site d'information BuzzFeed s'indigne que sa proximité avec l'extrême droite et son parcours ne soient pas évoqués.
En 2018, l'émission qu'il présente, L'Heure des pros, a fait l’objet de 1 200 plaintes auprès du Conseil supérieur de l'audiovisuel.

#### Déni du réchauffement climatique et instrumentalisation de la science
Le 6 mai 2019, Pascal Praud reçoit la militante écologiste Claire Nouvian durant une émission de L'Heure des pros sur CNews. « Moins trois degrés ce matin dans les Yvelines […], moins un degré hier à Troyes. Attention, sujet sensible, on ne rigole pas avec le réchauffement climatique » ironise d’emblée l'animateur,. Il lui demande avec provocation s'il « y a depuis trente ans dans le monde un dérèglement climatique ? Oui ou non ? », tandis qu'un bandeau affiche le thème du débat : « Le refroidissement climatique ? ». Claire Nouvian s'emporte contre les discours relativistes de Pascal Praud et Elisabeth Lévy et qualifie cette dernière de « complétement tarée », laquelle rétorque que Nouvian est « folle » et « dingue », et ramène le changement climatique à une croyance, tandis que Pascal Praud reproche à l'écologiste de donner une image « hystérique »,,,. Le Conseil supérieur de l'Audiovisuel (CSA) reçoit à la suite de cette émission des centaines de plaintes de la part d'auditeurs concernant le traitement réservé à Claire Nouvian,. Le Monde écrit que « puisque le changement climatique est indéniable, et que son origine humaine l’est tout autant, ses contempteurs contournent, louvoient et changent de pied d’appui ».
Le 28 octobre 2021, en une prélude à la Conférence de Glasgow de 2021 sur les changements climatiques (COP26), Pascal Praud accueille notamment Christian Gerondeau, négateur du changement climatique notoire,, qui avait déjà diffusé de fausses informations dans une émission d'Ivan Rioufol sur la même chaîne quelques mois auparavant. Au micro de Praud, il nie les réalités et causes du changement climatique ainsi que les travaux du Groupe d'experts intergouvernemental sur l'évolution du climat (Giec).
En mars 2022, Pascal Praud réinvite Christian Gerondeau pour discuter de son nouveau livre Les Douze mensonges du GIEC. Sur son plateau, il soutient que les « petits changements d’aujourd’hui sont minuscules […] on veut nous faire croire que c’est une catastrophe, mais y a aucune base ». En conclusion à une longue liste de diatribes à l'encontre du GIEC et de déni du changement climatique, Pascal Praud conclut que « ce que [Gerondeau dit] est terrible, c’est à contre-courant ».
Dans une chronique écrite publiée en février 2024 par Le Journal du Dimanche, Pascal Praud diffuse de fausses informations sur le changement climatique et la destruction de la couche d'ozone, affirmant notamment que la France « n’est pour rien » dans le premier,.

#### Accusations de misogynie
Le 8 octobre 2019, Caroline Mécary, chroniqueuse de L'Heure des pros, annonce quitter l'émission en dénonçant la violence des colères de Pascal Praud, qu'elle accuse d'être «  misogyne, pas courageux, dans la stratégie du clash et du buzz ». Elle pointe également du doigt les thématiques de droite récurrentes de l'émission sur « l'islam, l'immigration et les violences faites à l'égard des policiers »[source insuffisante].

#### Rapport à la liberté de la presse
À ceux qui critiquent son rapport à la neutralité et à la déontologie sur une chaîne d'information, Pascal Praud oppose souvent le principe de liberté de la presse, et sa phrase fétiche : « on ne peut plus rien dire ». Il est toutefois accusé de ne pas mettre en pratique ce principe lorsqu'il exige à l'antenne la démission de l'humoriste de France Inter Guillaume Meurice après un tweet, ou lorsqu'il déclare : « Quand j'étais à TF1, j'étais 100 % TF1 ; à CNews, je suis 100 % Bolloré ».

#### Racisme
En 2021, l'émission Quotidien diffuse l'extrait d'un reportage diffusé en 1988 dans Téléfoot et commenté par Pascal Praud, dans lequel des joueurs noirs du FC Nantes sont ouvertement comparés à des singes descendant des arbres, entre autres stéréotypes racistes,,.
En septembre 2023, alors que le monde médiatique couvre depuis plusieurs semaines une recrudescence — pourtant ni nouvelle ni inédite — des punaises de lit,, Pascal Praud crée la polémique en questionnant un lien avec l'immigration. Il s’interroge notamment sur l’hygiène des migrants, qu'il suppose insuffisante, et qui pourrait amplifier l'épidémie. Questionné par Libération sur ce phénomène, des experts comme Claudio Lazzari, chercheur à l’Institut de recherche sur la biologie de l’insecte à l'université de Tours rappelle « que les punaises de lit n'ont aucun lien avec l'hygiène, car elles ne sont qu'intéressées par le sang ».
Plusieurs députés, dont Aurélien Saintoul, accusent alors Praud de racisme et annoncent saisir l’Arcom. Plusieurs mois plus tard, en mars 2024, l'Arcom met en garde CNews après la diffusion de cette séquence,. L'autorité souligne que la formulation de la question posée par le présentateur était susceptible d'encourager des comportements discriminatoires,. Alors qu'une partie des journalistes qualifient cette séquence médiatique comme une psychose nationale,,, le ministre Jean-Noël Barrot déclare au même moment que cette recrudescence aurait été « artificiellement amplifiée sur les réseaux sociaux par des comptes dont il a été établi qu’ils sont d’inspiration ou d’origine russe, avec même un lien faux crée entre l’arrivée de réfugiés ukrainiens et la diffusion des punaises » à quelques mois des Jeux olympiques d'été de 2024 à Paris.

#### Scepticisme et conspirationnisme
Selon Conspiracy Watch, Pascal Praud invite des personnalités qui tiennent des propos conspirationnistes ou polémiques, par exemple remettant en cause le nombre de victimes civiles au Donbass, ou encore, fait la promotion d'ouvrages covidosceptiques dans ses émissions,,. Il est également épinglé pour avoir transformé des propos en une fake news sur les réseaux sociaux ou partagé des informations erronées,. En 2024, il soutient que le fait que son émission soit visée par des enquêtes et reçoive condamnations est une vengeance du Conseil d'État français à son encontre, car il l'aurait critiqué après une de leurs décisions.

#### Défense du Puy du Fou
En septembre 2023, Pascal Praud est l'un des chroniqueurs des chaînes possédées par Vincent Bolloré qui défendent les intérêts du Puy du Fou après que ce dernier a été le sujet d'un numéro de Complément d'enquête s'intéressant au « recours au bénévolat jugé abusif avec des soupçons de travail dissimulé, l'expansion du parc dévorant les terres agricoles alentour, ou le combat culturel contre-révolutionnaire qui anime le Puy du fou depuis ses débuts » est très mal reçu dans les médias d'extrême droite français. Dans ce cadre-là, Pascal Praud attaque Complément d'Enquête.

#### Plaintes pour diffamation
En juin 2024, il doit être jugé pour diffamation pour une affaire de 2021 qui a, selon Mediapart, des similitudes de fonctionnement avec plusieurs autres polémiques.

## Synthèse de son parcours en radio
- 1988-2023 : RTL
  - 1988-2008 : animateur de l'émission Tirs au but
  - 2010-2018 : coanimateur du Multiplex RTL-L'Équipe et du Grand match de Ligue 1, avec Christian Ollivier
  - 2012-2018 : animateur d'On refait le match
  - 2014-2018 : chroniqueur quotidien de la rubrique Le Praud de l'Info dans la matinale d'Yves Calvi et de L'Actualité de la semaine écoulée le samedi
  - 2022 : Chroniqueur RTL Foot de Julien Courbet
  - 2018-2023 : animateur des Auditeurs ont la parole

## Distinction
Le 13 novembre 2014, l'Association des écrivains sportifs décerne à Pascal Praud le Prix du commentateur sportif 2014.